# Franz Ruffing
Franz Ruffing (* 12. Oktober 1912 in Köln-Kalk; † 20. April 1989 in Meerbusch-Büderich) war ein rheinischer Künstler, Maler und Grafiker.

## Leben
Franz Ruffing wurde als erstes der vier Kinder des Schmiedemeisters bei Klöckner-Humboldt-Deutz Friedrich Ruffing und dessen Ehefrau Caroline, geb. Müller, geboren.
Franz besuchte in Kalk die Volksschule und ging nach der vierten Klasse zur Mittleren Knabenschule II in Kalk. Diese verließ er 1928 nach der zehnten Klasse, um einen praktischen Beruf zu erlernen. Er besuchte zusammen mit seinem Freund Erich Potthoff die Kunst-AG des Kunsterziehers Fritz Griebel, wo sie angeleitet wurden, „ohne Hemmungen“ künstlerisch zu arbeiten und zu gestalten. Franz Ruffing begann 1930 eine Lehre als Drucker bei der Kölnischen Zeitung im Verlag M. DuMont Schauberg, die er 1934 abschloss; bis 1935 arbeitete er in diesem Unternehmen. In dieser Zeit malte Ruffing privat und besuchte Kurse in den Kölner Werkschulen. Hier traf er seine Mitschülerin Anny Laugomer wieder, die er 1936 heiratete. Das Ehepaar zog nach Bonn, wo 1938 die Tochter Jeanette geboren wurde. Franz Ruffing arbeitete im Bonner Papierverarbeitungswerk Peter Ohlef. Ein am 18. Juni 1947 ausgestelltes Zeugnis besagt, dass er in diesem Unternehmen die Tiefdruckabteilung auf- und ausgebaut und in dieser Zeit die Meisterprüfung – wahrscheinlich 1937/1938 – mit Erfolg in den Fächern Fotografie, Retusche, Ätzerei, Ein- und Vielfarbendruck abgelegt habe. Als Ruffing 1942 als Soldat eingezogen wurde und zunächst in Deutschland und Österreich, dann in Frankreich stationiert war, zog seine Frau mit der Tochter erst zu ihren Eltern nach Düsseldorf und nach der Ausbombung zur Familie ihres Bruders und der Eltern nach Büderich.
Franz Ruffing geriet nach dem Zweiten Weltkrieg in französische Gefangenschaft. Auf Betreiben des Arbeiters Gaston Paul aus Gannat, der im Unternehmen Ohlef tätig war, wurde Ruffing nach Gannat „dienstverpflichtet“. Er lebte dort zwar als Kriegsgefangener, hatte aber Familienanschluss und konnte in seiner Freizeit malen. Nach seiner Entlassung aus der Kriegsgefangenschaft im Jahre 1947 zog er nach Meerbusch-Büderich zu seiner Frau und seiner Tochter. Er traf Erich Potthoff wieder, der ihn zunächst für die Gestaltung von Jugendzeitschriften der Gewerkschaft gewinnen konnte. Anfang der 1950er-Jahre begann er bei Mannesmann in Düsseldorf mit der Werbearbeit. Dort arbeitete er 25 Jahre, zuletzt als Abteilungsleiter.
Nach seiner Pensionierung im Jahre 1977 hielt sich Franz Ruffing in Italien in Chiappa oder in Deutschland auf. Er fertigte weiterhin Zeichnungen, unter anderem mit Büdericher Motiven. Zwei dieser Arbeiten sind als Druck in den Jahresmappen „Meerbusch von Künstlern gesehen“, die von der Stadt Meerbusch herausgegeben wurden, enthalten: 1978 „Der Fronhof“ und 1987 „Der Röttgenhof“.

## Auszeichnungen und Mitgliedschaften
1950 erhielt er den Kunstpreis der Stadt Krefeld. Er war Mitglied der Künstlergruppe Junger Westen, des Deutschen Künstlerbundes und der Neuen Rheinischen Sezession.

## Werke
- Franz Ruffing: Kaiser Wilhelm Museum, Krefeld. Oelbilder, Aquarelle, Zeichnungen, Graphik. Ausstellung im Studio für moderne Kunst, 13. März – 18. April 1949. Kaiser Wilhelm-Museum, Krefeld 1949
- Köln.  Herausgeber Stadt Köln, Gestaltung: Toni Feldenkirchen, Franz Ruffing, Walter Dick, DuMont Schauberg, 1951.